# Ô ăn quan
Ô ăn quan, hay còn gọi tắt là ăn quan hoặc ô quan, là một trò chơi dân gian của trẻ em Việt Nam. Đây là trò chơi có tính chất chiến thuật thường dành cho hai người chơi trở lên thường là từ 2 đến 3 người, có khi đến 4 người và có thể sử dụng các vật liệu đa dạng, dễ kiếm để chuẩn bị cho trò chơi.

## Lịch sử

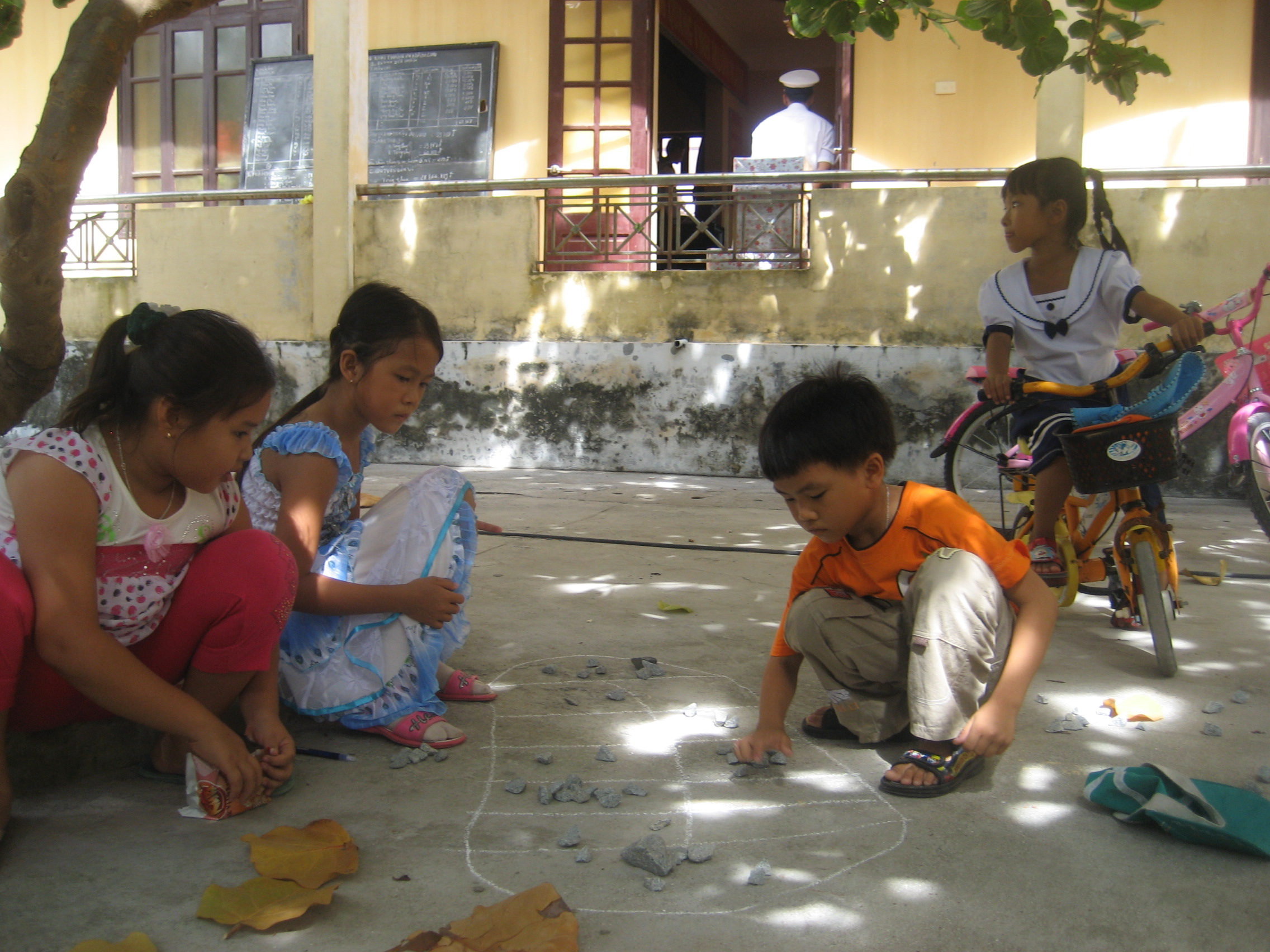
Trẻ em trên đảo Trường Sa Lớn chơi ô ăn quan

Hiện chưa rõ nguồn gốc cũng như thời điểm bắt đầu nhưng chắc chắn rằng Ô ăn quan đã có ở Việt Nam từ rất lâu đời, có thể nó được lấy cảm hứng từ những cánh đồng lúa nước ở nơi đây. Những câu truyện lưu truyền về Mạc Hiển Tích (chưa rõ năm sinh, năm mất), đỗ Trạng nguyên năm 1086 nói rằng ông đã có một tác phẩm bàn về các phép tính trong trò chơi Ô ăn quan và đề cập đến số ẩn (số âm) của ô trống xuất hiện trong khi chơi. Ô ăn quan đã từng phổ biến ở khắp ba miền Bắc, Trung, Nam của Việt Nam nhưng những năm gần đây chỉ còn được rất ít trẻ em chơi. Bảo tàng Dân tộc học Việt Nam có trưng bày, giới thiệu và hướng dẫn trò chơi này.

## Cách chơi

### Chuẩn bị
Bàn chơi Ô ăn quan kẻ trên một mặt phẳng có kích thước linh hoạt miễn là có thể chia ra đủ số ô cần thiết để chứa quân đồng thời không quá lớn để thuận tiện cho việc di chuyển quân, vì thế có thể được tạo ra trên nền đất, vỉa hè, trên miếng gỗ phẳng.... Bàn chơi được kẻ thành một hình chữ nhật rồi chia hình chữ nhật đó thành mười ô vuông, mỗi bên có năm ô đối xứng nhau. Ở hai cạnh ngắn hơn của hình chữ nhật, kẻ hai ô hình bán cầu hoặc hình vòng cung hướng ra phía ngoài. Các ô hình vuông gọi là ô dân còn hai ô hình bán cầu hoặc vòng cung gọi là ô quan.
Quân chơi gồm hai loại quan và dân, được làm hoặc thu thập từ nhiều chất liệu có hình thể ổn định, kích thước vừa phải để người chơi có thể cầm, nắm nhiều quân bằng một bàn tay khi chơi. Quan có kích thước lớn hơn dân đáng kể cho dễ phân biệt với nhau. Quân chơi có thể là những viên sỏi, gạch, đá, hạt của một số loại quả... hoặc được sản xuất công nghiệp từ vật liệu cứng mà phổ biến là nhựa. Số lượng quan luôn là 2 còn dân có số lượng tùy theo luật chơi nhưng phổ biến nhất là 50.
Quan được đặt trong hai ô hình bán nguyệt hoặc cánh cung, mỗi ô một quân, dân được bố trí vào các ô vuông với số quân đều nhau, mỗi ô 5 dân. Trường hợp không muốn hoặc không thể tìm kiếm được quan phù hợp thì có thể thay quan bằng cách đặt số lượng dân quy đổi vào ô quan. Tùy theo luật chơi từng địa phương hoặc thỏa thuận giữa hai người chơi nhưng phổ biến là 1 quan được quy đổi bằng 10 dân hoặc 5 dân (cờ).
Trò chơi thường gồm hai người chơi, mỗi người ngồi ở phía ngoài cạnh dài hơn của hình chữ nhật và những ô vuông bên nào thuộc quyền kiểm soát của người chơi ngồi bên đó.

### Luật chơi

Bàn chơi Ô ăn quan cho hai người (hai phe)

Bàn chơi ô ăn quan đã sẵn sàng cho khai cuộc

Bắt đầu một lần rải quân, khi đến quân cuối cùng, những quân trong ô có đường bao lại được lấy lên để rải tiếp

Sau khi rải tiếp, ô có đường bao quân màu đỏ sẽ bị ăn

Mục tiêu cần đạt được để giành chiến thắng: người thắng cuộc trong trò chơi này là người mà khi cuộc chơi kết thúc có tổng số dân quy đổi nhiều hơn. Tùy theo luật chơi từng địa phương hoặc thỏa thuận giữa hai người chơi nhưng phổ biến là 1 quan được quy đổi bằng 10 dân hoặc 5 dân (cờ).
Di chuyển quân: từng người chơi khi đến lượt của mình sẽ di chuyển dân theo phương án để có thể ăn được càng nhiều dân và quan hơn đối phương càng tốt. Người thực hiện lượt đi đầu tiên thường được xác định bằng cách oẳn tù tì hay thỏa thuận. Khi đến lượt, người chơi sẽ dùng tất cả số quân trong một ô có quân bất kỳ do người đó chọn trong số 5 ô vuông thuộc quyền kiểm soát của mình để lần lượt rải vào các ô, mỗi ô 1 quân, bắt đầu từ ô gần nhất và có thể rải ngược chiều xuôi chiều kim đồng hồ tùy ý. Khi rải hết quân cuối cùng, tùy tình huống mà người chơi sẽ phải xử lý tiếp như sau:
- Nếu liền sau đó là một ô vuông có chứa quân thì tiếp tục dùng tất cả số quân đó để rải tiếp,theo chiều đã chọn.
- Nếu liền sau đó là một ô trống (không phân biệt ô quan hay ô dân) rồi đến một ô có chứa quân thì người chơi sẽ bị mất lượt số quân trong ô đó. Số quân bị ăn sẽ được loại ra khỏi bàn chơi để người chơi tính điểm khi kết thúc. Nếu liền sau ô có quân đã bị ăn lại là một ô trống rồi đến một ô có quân nữa thì người chơi có quyền ăn tiếp cả quân ở ô này... Do đó trong cuộc chơi có thể có phương án rải quân làm cho người chơi ăn hết toàn bộ số quân trên bàn chơi chỉ trong một lượt đi của mình. Một ô có nhiều dân thường được trẻ em gọi là ô nhà giàu, rất nhiều dân thì gọi là giàu sụ. Người chơi có thể bằng kinh nghiệm hoặc tính toán phương án nhằm nuôi ô nhà giàu rồi mới ăn để được nhiều điểm.
- Nếu liền sau đó là ô quan có chứa quân hoặc 2 ô trống trở lên hoặc sau khi vừa ăn thì người chơi bị mất lượt và quyền đi tiếp thuộc về đối phương.
  - Trường hợp đến lượt đi nhưng cả năm ô vuông thuộc quyền kiểm soát của người chơi đều không có dân thì người đó sẽ phải dùng 5 dân đã ăn được của mình để đặt vào mỗi ô 1 dân để có thể thực hiện việc di chuyển quân. Nếu người chơi không đủ 5 dân thì phải vay của đối phương và trả lại khi tính điểm.  Cuộc chơi sẽ kết thúc khi toàn bộ dân và quan ở hai ô quan đã bị ăn hết. Trường hợp hai ô quan đã bị ăn hết nhưng vẫn còn dân thì quân trong những hình vuông phía bên nào coi như thuộc về người chơi bên ấy; tình huống này được gọi là hết quan, tàn dân, thu quân, kéo về hay hết quan, tàn dân, thu quân, bán ruộng. Ô quan có ít dân (có số dân nhỏ hơn 5 phổ biến được coi là ít) gọi là quan non và để cuộc chơi không bị kết thúc sớm cho tăng phần thú vị, luật chơi có thể quy định không được ăn quan non, nếu rơi vào tình huống đó sẽ bị mất lượt.
- Ở một số địa phương còn có cách chơi: Khi liền sau đó là ô quan sẽ được bốc một viên dân trong ô quan để đi đến ô tiếp theo, trong trường hợp ô quan chỉ có một viên quan lớn người chơi sẽ không được dùng mà mất lượt, quyền đi tiếp thuộc về đối phương

## Biến thể
Trò chơi có một số biến thể sau:

Bàn chơi ô ăn quan cho ba người

- Số dân ở mỗi ô vuông là 10 và/hoặc ở ô quan ngoài quan còn có thêm 20 hay 30 dân..
- Khi đến lượt đi người chơi có thể tính toán phương án đi của mình trong một khoảng thời gian hợp lý hoặc phải đi ngay mà không được phép tính toán.

## Ô ăn quan cho nhiều hơn hai người chơi

Bàn chơi ô ăn quan cho bốn người

Ô ăn quan cũng có thể được chơi với 3 hoặc 4 người chơi trong đó cách di chuyển quân, thể thức tính điểm cũng giống như khi chơi hai người nhưng bàn chơi được thiết kế khác đi cho phù hợp.
- Bàn chơi cho 3 người: có hình tam giác đều với 3 ô quan ở 3 đỉnh của tam giác, ở mỗi cạnh kẻ 5 ô vuông để làm ô dân. Người chơi ngồi ở phía cạnh tam giác có các ô dân thuộc quyền kiểm soát của mình.
- Bàn chơi cho 4 người: có hình vuông với 4 ô quan ở 4 góc vuông, các ô dân hình vuông kẻ ở 4 cạnh, mỗi cạnh 5 ô. Người chơi ngồi ở phía cạnh hình vuông có những ô dân thuộc quyền kiểm soát của mình.
  - Bàn chơi cho 3 người :

```
    - Ô bên phải người chơi chính là ô quan của người đó. 
    - Thứ tự người chơi đi theo chiều kim đồng hồ.
```

## Ô ăn quan trong văn học, nghệ thuật

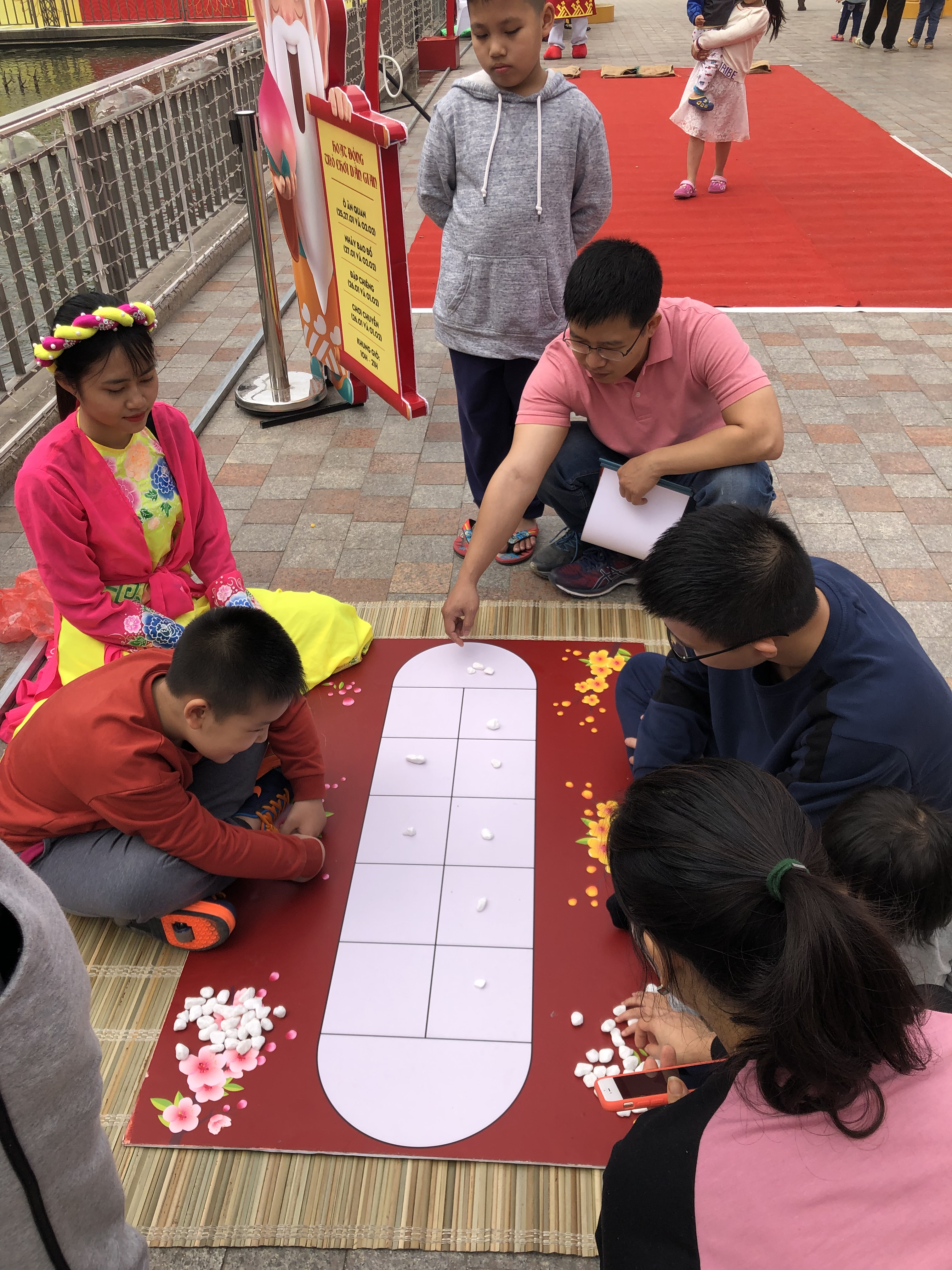
Chơi Ô ăn quan vào ngày tết

Ô ăn quan thú vị, dễ chơi đã từng là trò chơi hàng ngày của trẻ em Việt Nam. Chỉ với một khoảng sân nho nhỏ và những viên sỏi, gạch, đá là các em nhỏ đã có thể vui chơi. Có thể thấy dấu ấn của Ô ăn quan trong đời sống và văn học, nghệ thuật:
- Thành ngữ: Một đập ăn quan - hàm ý chỉ những hành động đơn giản nhưng tức thì đạt kết quả to lớn.
- Trích bài thơ "Chơi Ô ăn quan" của Lữ Huy Nguyên:

Bên rìa hầm trú ẩn
Em chơi ô ăn quan
Sỏi màu đua nhau chạy
Trên vòng ô con con.
Sỏi nằm là giặc Mỹ
Sỏi tiến là quân mình
Đã hẹn cùng nhau thế...
Tán bàng nghiêng bóng xanh...
- Trích bài thơ "Thời gian trắng" của Xuân Quỳnh:

Những ô ăn quan, que chuyền, bài hát
Những đầu trần, chân đất, tóc râu ngô
Quá khứ em đâu chỉ ngày xưa
Mà ngay cả hôm nay thành quá khứ...
- Họa sĩ Nguyễn Phan Chánh có bức tranh lụa nổi tiếng Chơi Ô ăn quan (1931).

## Trò chơi tương tự trên thế giới
Loại trò chơi Mancala phổ biến ở châu Phi và cũng được biết đến ở nhiều nơi khác trên thế giới với những biến thể, tên gọi (theo cách gọi của người phương Tây) khác nhau như Kalah, Oware, Ơmweso, Bao,..

### Mancala châu Phi

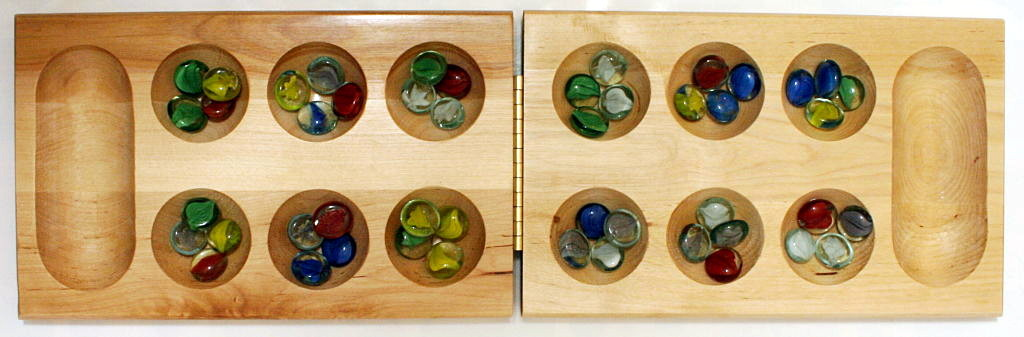
Một bàn chơi Mancala châu Phi

Loại trò chơi Mancala phổ biến ở châu Phi và cũng được biết đến ở nhiều nơi khác trên thế giới với những biến thể, tên gọi (theo cách gọi của người phương Tây) khác nhau như Kalah, Oware, Ơmweso, Bao,... Mancala khác Ô ăn quan ở một số điểm chính sau:
- Bàn chơi thường có 12 ô (hay được khoét thành những lỗ), mỗi người chơi kiểm soát 6 ô gọi là nhà, ngoài ra có thể có 2 ô lớn hơn gọi là kho. Kho có thể chỉ được dùng để chứa hạt giống đã bị người chơi ăn chứ không phải để đặt quân vào trong lượt đi do đó không nhất thiết phải có. Trong một số biến thể, bàn chơi có 24 ô, chia làm 4 hàng 6 ô, mỗi người chơi kiểm soát hai hàng, tổng cộng 12 ô ở phía bên mình.
- Không có quân tương tự như quan mà chỉ có một loại quân có vai trò như dân gọi là hạt giống. Số lượng hạt giống ở mỗi ô khi chuẩn bị chơi có thể là 3 hoặc 4.
- Khi đến lượt, người chơi cũng dùng những quân ở ô bất kỳ thuộc quyền kiểm soát của mình để di chuyển (gieo hạt) nhưng chỉ di chuyển ngược chiều kim đồng hồ chứ không phải theo chiều tuỳ ý.
- Thể thức ăn quân không phải yêu cầu cách một ô trống mà phụ thuộc số lượng hạt giống ở các ô mà những hạt giống cuối cùng trong lần gieo hạt đặt vào.

### Mancala ở các nước châu Á khác
Cũng được người phương Tây xếp vào loại Mancala là trò chơi có những tên gọi khác nhau tuỳ từng quốc gia như Congklak, Tchonka, Naranj, Dakon, Sungka. Trò này được chơi ở Indonesia, Singapore, Malaysia, Philippines, miền Nam Thái Lan, Sri Lanka, Maldives... Nó khác Ô ăn quan ở những điểm chính dưới đây:
- Bàn chơi có 14 ô, mỗi người chơi kiểm soát 7 ô ở phía bên mình, không có ô như ô quan.
- Không có quân tương tự như quan mà chỉ có 98 quân khi chuẩn bị đặt ở mỗi ô 7 quân.
- Khi đến lượt, người chơi cũng dùng những quân ở ô bất kỳ thuộc quyền kiểm soát của mình để rải vào từng ô, mỗi ô 1 quân nhưng chỉ di chuyển theo chiều kim đồng hồ chứ không phải theo chiều tuỳ ý.
- Thể thức ăn quân: nếu quân cuối cùng trong lượt rải rơi vào ô trống thuộc quyền kiểm soát của mình thì người đi mới có thể ăn được quân. Ô bị ăn là ô đối diện phía đối phương, người chơi được ăn tất cả số quân đang có trong ô đó, đương nhiên nếu là ô trống thì số lượng quân ăn được là 0.